# Melle Springer
Melle Springer (Haarlem, 30 december 1998) is een Nederlands voetballer die als verdediger voor IJ.V.V. Stormvogels speelt.

## Carrière
Melle Springer speelde in de jeugd van VV IJmuiden en AZ. Hij werd in het seizoen 2016/17 met Jong AZ kampioen van de Tweede divisie, waardoor hij in het seizoen 2017/18 in de Eerste divisie speelde. Hij debuteerde in het betaald voetbal voor Jong AZ op 1 september 2017, in de met 1-0 verloren uitwedstrijd tegen Jong FC Utrecht. Hij kwam in de 68e minuut in het veld voor Matthijs Hardijk. Na één seizoen in de Eerste divisie met Jong AZ vertrok hij transfervrij naar Telstar. Hij debuteerde voor Telstar op 31 augustus 2018, in de met 2-0 gewonnen thuiswedstrijd tegen Jong FC Utrecht. Hij scoorde zijn eerste doelpunt voor Telstar tegen Go Ahead Eagles op 4 november 2018. In het seizoen 2019/20 raakte Springer zijn basisplaats bij Telstar kwijt, en nadat zijn contract bij Telstar in 2020 afliep koos hij voor zijn studie en ging hij bij derdeklasser IJ.V.V. Stormvogels spelen.

### Statistieken
| Seizoen                        | Club           | Land           | Competitie     | Competitie | Competitie | Beker | Beker | Totaal | Totaal |
| Seizoen                        | Club           | Land           | Competitie     | Wed.       | Dlp.       | Wed.  | Dlp.  | Wed.   | Dlp.   |
| ------------------------------ | -------------- | -------------- | -------------- | ---------- | ---------- | ----- | ----- | ------ | ------ |
| 2016/17                        | Jong AZ        | Nederland      | Tweede divisie | 3          | 0          | –     | –     | 3      | 0      |
| 2017/18                        | Jong AZ        | Nederland      | Eerste divisie | 15         | 0          | –     | –     | 15     | 0      |
| 2018/19                        | Telstar        | Nederland      | Eerste divisie | 29         | 3          | 0     | 0     | 29     | 3      |
| 2019/20                        | Telstar        | Nederland      | Eerste divisie | 11         | 0          | 0     | 0     | 11     | 0      |
| Carrièretotaal                 | Carrièretotaal | Carrièretotaal | Carrièretotaal | 58         | 3          | 0     | 0     | 58     | 3      |
| Bijgewerkt op 22 november 2020 |                |                |                |            |            |       |       |        |        |